# Fudoh: The New Generation
Fudoh: New Generation (en japonés: 極道戦国志 不動, Gokudō sengokushi: Fudō?) es una película japonesa de acción y yakuza dirigida por Takashi Miike en 1996. Está basada en una serie manga inacabada de Hitoshi Tanimura.Además cuenta con dos secuelas más, ninguna de ellas dirigida por Miike.

## Argumento
Riki Fudoh (Shosuke Tanihara) es un joven atormentado por el asesinato de su hermano por parte de su propio padre Iwao (Toru Minegishi), miembro de una organización yakuza llamada Kyushu Nioh.
En muy poco tiempo, cuatro miembros importantes del grupo Kyushu Nioh son asesinados.
El cerebro detrás de estos asesinatos es el propio Riki Fudoh, un exitoso estudiante de secundaria de Kyushu que lleva una doble vida en el crimen organizado. Dirige una banda de asesinos menores de edad formada por niños, chicas de secundaria y adolescentes, cada cual más sanguinario que el otro. El día que su padre se entera de que el joven Riki ha decidido vengarse de él, hace todo lo posible por eliminar a su hijo.

## Reparto
| Actor              | Papel                          |
| ------------------ | ------------------------------ |
| Shōsuke Tanihara   | Riki Fudoh                     |
| Miho Nomoto        | Mika                           |
| Tamaki Kenmochi    | Touko Zenzai                   |
| Marie Jinno        | Jun Minoru                     |
| Kenji Takano       | Akira Aizone                   |
| Tōru Minegishi     | Iwao Fudoh                     |
| Riki Takeuchi      | Daigen Nohma                   |
| Satoshi Niizuma    | Gon                            |
| Caesar Takeshi     | Akihiro Gondo                  |
| Mickey Curtis      | Asesino del clan Yasha         |
| Gosen Mikami       |                                |
| Yuichi Minato      | Masunaga Tenkai                |
| Eiichi Furui       |                                |
| Manzô Shinra       |                                |
| Tomorô Taguchi     | Informante                     |
| Rin Sakiyama       |                                |
| Masahiko Sakata    |                                |
| Jun'ichirô Asano   |                                |
| Keisaku Kimura     |                                |
| Yoshitaka Shioyama |                                |
| Jirō Sato          | Guardaespaldas de Daigen Nohma |

## Lanzamiento
Fudoh: The Next Generation inicialmente iba a lanzarse en Japón directamente en VHS para el mercado del V-Cinema. Pero los productores después de verla, decidieron que era demasiado buena para que se lanzarla directamente en video, y la estrenaron en los cines de Japón el 12 de octubre de 1996.
La revista Time incluyó a la película como una de las mejores películas del año en diciembre de 1997.
Fudoh: The Next Generation fue una de las primeras películas dirigidas por Takashi Miike que salió de Japón y se presentó ante un público extranjero. La película se proyectó a principios de 1997 en el Festival Internacional de Cine Fantástico de Bruselas de Bélgica, seguido del Festival Internacional de Cine Fantasia de Montreal y del Festival Internacional de Cine de Toronto. Además durante el festival de Fantasporto de 1998, de Portugal, fue galardonada con el premio "Sección Fantasía" (mejor película en vivo), "Premio del Jurado" y nominación al "Premio Internacional de Cine Fantástico" (mejor película).
Fue lanzada en VHS el 6 de diciembre de 1996 en Japón, editado por GAGA Productions y distribuido por Taki Corporation,y en DVD se publicó en 2004,aunque ha tenido muchas ediciones distintas en Japón y otros países. En Estados Unidos fue lanzada en DVD por Media Blasters y Tokyo Shock.También fue lanzada una edición especial que contenía la trilogía completa de Fudoh, el 23 de abril de 2004 en Japón, titulada: 極道戦国志 不動 DVD-BOX, editada y distribuida por SPO Distribution,y en España: FUDOH LA TRILOGÍA COMPLETA, en Blu-ray, por Trash-o-Rama en 2023.Algunas ediciones incluían material extra, entre los que se encuentran:
- Comentarios de audio del director Takashi Miike y Shōsuke Tanihara.
- Entrevista con Takashi Miike (40 min.)
- Entrevista con el actor Shōsuke Tanihara (15 min.)

## Recepción
Reseña de Sabrina Vaquerizo-González para Asiateca: «Fudoh: The New Generation abrirá las puertas al mercado internacional para el director. Pero sobre todo, representó el despegue de su cine y maduró algunas de sus características: hiperviolencia, personajes estigmatizados, humor físico, un concepto más amplio de la sexualidad de lo que el espectador está acostumbrado en la pantalla y exploración de los géneros cinematográficos».
En una reseña de Katanas y colegialas concluyen que: «En definitiva, una película con los elementos más clásicos y salvajes que definen el estilo más bizarro de Takashi Miike, una obra de su juventud que define muy bien el estilo de Katanas y Colegialas que tanto andamos buscando en el cine asiático. Quizás un poco cutre para algunos debido a su presupuesto y su época, pero toda una inspiración para nosotros y un elemento más para adorar a este director».
En "Midnight Eye visions of japanese cinema", Tom Mes, crítico de cine y escritor, con dos libros editados sobre Takashi Miike, comento: «Fudoh es delirantemente violenta y está repleta de ese tipo de detalles escandalosos y transgresores que se han convertido en la marca registrada de Miike. Es el tipo de película que tiene escrito "placer culpable" por todas partes. En letras de neón de 5 pies de alto. Sin embargo, es otro testimonio del talento de Takashi Miike que Fudoh sea temáticamente provocativa y profundamente inspiradora al mismo tiempo».
Adam Symchuk en una reseña para Asian Movie Pulse, escribió: «Fudoh the New Generation es una película de acción divertida y exagerada que, a pesar de los valores de producción limitados, todavía muestra el talento emergente de Takashi Miike. Sin embargo, la falta de profundidad de los personajes limitó mi disfrute general de la producción y siento que perjudica su longevidad.
Dentro de la filmografía de Miike, “Fudoh” se destaca ya que describe la visión creativa de Miike que estaría aún más respaldada una vez que pudiera trabajar con un presupuesto mayor. La película existe como una salida notable que definiría los esfuerzos posteriores del director, pero aún no llega a su mejor trabajo».

## Secuelas
Tras la producción de Fudoh: The New Generation de 1996 dirigida por Takashi Miike, le siguieron dos secuelas más: 
- Fudoh 2: Nohma Strikes Back! (en  japonés: 極道戦国志 不動2, Gokudō sengokushi: Fudō 2?) lanzada el 28 de noviembre de 1997 y dirigida por Yoshiho Fukuoka.
- Fudoh 3: Revenge of Fudoh (en japonés: 極道戦国志 不動3, Gokudō sengokushi: Fudō 3?) lanzada el 30 de enero de 1998 y dirigida por Yoshiho Fukuoka.[15]

## Manga
La película está basada en un manga inacabado, creado por Hitoshi Tanimura en 1992, con un total de dos volúmenes, lanzados por Wani Books.